# جایزه ملی کتاب
جایزه ملی کتاب  (انگلیسی: National Book Award) مجموعه‌ای از جوایز سالانه ادبی در ایالات متحده آمریکا است. در مراسم نهایی جایزه ملی کتاب  که هر سال در ماه نوامبر برگزار می‌گردد، بنیاد جایزه ملی کتاب، جایزه ملی کتاب و دو جایزه دستاورد یک عمر را به نویسندگان اهدا می‌کند.

جایزه ملی کتاب  در سال ۱۹۳۶ به دست انجمن کتاب‌فروشان آمریکا بنیاد نهاده شد، این جایزه در طی سالهای جنگ جهانی دوم به کسی اهدا نگردید، این جایزه در سال ۱۹۵۰ توسط سه سازمان فعال در صنعت کتاب مجدداً احیاء شد. نویسندگان و ناشران غیر آمریکایی پیش از جنگ واجد شرایط دریافت جایزه بودند ولی در حال حاضر جایزه به نویسندگان آمریکایی برای کتابهایی اهدا می‌شود که در سال اهدای جایزه در آمریکا منتشر شده باشند.

## نامزدها و برندگان
- فهرست برندگان جایزه ملی کتاب (برندگان)
- جایزه ملی کتاب در بخش داستانی (نامزدها و برندگان)
- جایزه ملی کتاب در بخش غیرداستانی (نامزدها و برندگان)
- جایزه ملی کتاب در بخش شعر (نامزدها و برندگان)
- جایزه ملی کتاب در بخش ادبیات جوانان (نامزدها و برندگان)